# ワーレン・ホワイトリー
ワーレン・ホワイトリー（Warren Whiteley、1987年9月18日 - ）は、南アフリカ出身のラグビー選手。

## プロフィール
- ポジションはナンバーエイト(No.8)。
- 身長 193cm、体重 106kg
- 南アフリカ共和国代表に選ばれたことがある[2]。

## 略歴
グレンウッド高校、シャークス、ライオンズを経て、2016年、NTTドコモレッドハリケーンズに加入。同年10月22日に行われたトップウェストAリーグ1stステージ第4節の中部電力戦に途中出場で日本での公式戦初出場を果たす。
2018年、NTTドコモレッドハリケーンズを退団した。